# Ms. Kelly Deluxe: Digital EP
Ms. Kelly: Deluxe Edition è il primo EP pubblicato dalla cantante statunitense Kelly Rowland, ex membro delle Destiny's Child e pubblicato nel 2008.
Inizialmente pianificato come ristampa del disco Ms. Kelly, divenne poi un vero e proprio EP, comprendente la canzone Like This, già estratta come singolo dal precedente album, e Daylight, celebre brano di Bobby Womack, che sarà l'unico singolo estratto.

## Il disco
Sono presenti collaborazioni con la rapper Eve, con Billy Mann e Polow Da Don.
Molti sono gli autori dei brani presenti, tra questi vi sono Elvis Williams, Damon Sharpe e Lauren Evans.
Kelly Rowland lo definì come "un album pieno di ballate"

## Tracce
1. Daylight
2. Broken
3. Comeback
4. Like This
5. Love again
6. Unity
7. No man cry